# عبد الله بن أبي محمد
عبد الله بن أبي محمد بن أبي حفص هو ابن أبي محمد عبد الواحد بن أبي حفص وقد عرف بـعبّو، وهو ثاني الحكام الحفصيين، وقد حكم فيما بين عامي 1227 م و1228 م.

## قبل توليه
بعد وفاة والده، أبي محمد عبد الواحد بن حفص، في 1 محرم 618 هـ/25 فبراير 1221 م، لم تنجح محاولة توريث الحكم في أبنائه، إذ فشل ابنه أبو زيد عبد الرحمان في الحصول على تصديق الخليفة الموحدي على توليته رغم مساندة شيوخ الموحدين بتونس له، فلم يبق على رأس الولاية إلا ثلاثة أشهر. فاضطر إلى ترك الولاية إلى أحد أبناء عمومته إبراهيم بن إسماعيل بن أبي حفص الذي تولى هو الآخر الولاية بالنيابة في انتظار الوالي القادم من العاصمة الموحدية، مراكش، وهو إبراهيم أبو العلاء ، الذي بمثل أهم ما قام به في مواجهة ابن غانية وقد كان تصرفه استبداديا. وهو ما كان وراء الثورة عليه فوقع عزله من قبل الخليفة الموحدي في شهر ربيع الثاني 623 هـ/أبريل 1226 م ليخلفه أبو محمد عبد الله بن أبي محمد عبد الواحد.

## عهده القصير
قبل قدومه إلى تونس ناب عنه أحد أبناء عمومته أبو عمران موسى بن إبراهيم أما هو فقد التحق بمنصبه في صيف 624 هـ/1227 م وقد تولى من التصدي لابن غانية، وفي الأثناء ارتقى خليفة جديد إلى عرش مراكش هو أبو العلاء إدريس المأمون غير أن أبا محمد عبد الله لم يبايعه فكتب الخليفة الموحدي إلى أي زكرياء الأول وهو أحد إخوة ابي محمد عبد الله، ليعينه على رأس ولاية إفريقية، وكان قبل ذلك على رأس ولاية قابس  فزحف أبو زكرياء نحو عاصمة المقاطعة، وحاول أبو محمد عبد الله التصدي له فوقع أسره من قبل الجنود الموحدين في أواخر رجب 625 هـ/ يونيو 1228 م. وبدأ منئذ العهد الموحدي.

## إشارات مرجعية
1. 1 2 3 4 5 6  روبار برنشفيك، تاريخ إفريقية في العهد الحفصي، ج 1، تعريب حمادي الساحلي، دار الغرب الإسلامي، بيروت 1988، ص 47-48

| سبقه أبو محمد عبد الواحد | ثاني الحفصيين (تونس) 1221م-1228م | تبعه أبو زكرياء الأول |